# Kahoka
Kahoka és una població dels Estats Units a l'estat de Missouri. Segons el cens del 2000 tenia 2.241 habitants.

## Demografia
Segons el cens del 2000, Kahoka tenia 2.241 habitants, 921 habitatges, i 562 famílies. La densitat de població era de 565,5 habitants per km².
Dels 921 habitatges en un 30,5% hi vivien nens de menys de 18 anys, en un 47,2% hi vivien parelles casades, en un 9,6% dones solteres, i en un 38,9% no eren unitats familiars. En el 35,4% dels habitatges hi vivien persones soles el 20,5% de les quals corresponia a persones de 65 anys o més que vivien soles. El nombre mitjà de persones vivint en cada habitatge era de 2,31 i el nombre mitjà de persones que vivien en cada família era de 3,01.
Per edats la població es repartia de la següent manera: un 25,3% tenia menys de 18 anys, un 8,3% entre 18 i 24, un 24,1% entre 25 i 44, un 19,9% de 45 a 60 i un 22,5% 65 anys o més.
L'edat mediana era de 39 anys. Per cada 100 dones de 18 o més anys hi havia 78,2 homes.
La renda mediana per habitatge era de 24.384 $ i la renda mediana per família de 30.192 $. Els homes tenien una renda mediana de 24.313 $ mentre que les dones 16.563 $. La renda per capita de la població era de 14.928 $. Entorn del 15,4% de les famílies i el 17,4% de la població estaven per davall del llindar de pobresa.

## Poblacions més properes
El següent diagrama mostra les poblacions més properes.